# Supersypnoides laevis
Supersypnoides laevis är en fjärilsart som beskrevs av Emilio Berio 1958. Supersypnoides laevis ingår i släktet Supersypnoides och familjen nattflyn. Inga underarter finns listade i Catalogue of Life.